# 秦氏蹄盖蕨
秦氏蹄盖蕨（学名：Athyrium chingianum）为蹄盖蕨科蹄盖蕨属下的一个种。

## 扩展阅读
- 維基物種上的相關：秦氏蹄盖蕨